# 아즈사 (열차)
아즈사(일본어: あずさ) 또는 슈퍼 아즈사(일본어: スーパーあずさ)는 일본 지바현 지바시 지바역/도쿄도 주오구 도쿄역·신주쿠구 신주쿠역과 나가노현 마쓰모토시 마쓰모토역·오마치시 시나노오마치역·기타아즈미군 미나미오타리역 간을 잇는 동일본 여객철도 주오 본선·시노노이 선의 특급 열차이다. 1966년 12월 신주쿠 역 ~ 마쓰모토 역 간에 하루 2왕복 형태로 운전을 개시했으며, 1988년 고후역 발착 열차는 가이지 호로 분리되었다. 1993년에는 틸팅 전동차인 동일본 여객철도 E351계 전동차가 투입되었고, 이듬해 E351계가 투입된 아즈사 호는 모두 슈퍼 아즈사 호로 분리되었다. 이름 '아즈사'는 마쓰모토시 부근을 흐르는, 시나노강의 지류인 아즈사 강에서 유래했다.

## 운행
2010년 3월 13일 기준 운행 편수는 아래와 같다.
| - 아즈사 호 - 신주쿠 ~ 마쓰모토: 상행 7편, 하행 9편 - 마쓰모토 → 도쿄: 상행 1편 - 마쓰모토 → 지바: 상행 1편 - 미나미오타리 → 신주쿠: 상행 1편 - 지바 → 미나미오타리: 하행 1편 | - 슈퍼 아즈사 - 신주쿠 ~ 마쓰모토: 왕복 8편 |

### 정차역
괄호 안은 일부 열차만 운행·정차하는 구간이다.
- 아즈사

(지바역) - (후나바시역) - (긴시초역) - 신주쿠 역/(도쿄역) - 신주쿠역 - (미타카역) - 다치카와역 - 하치오지역 - (오쓰키역) - (엔잔역) - (야마나시시역) - (이사와온센역) - 고후역 - (니라사키역) - (나가사카역) - (고부치자와역) - (후지미역) - 지노역 - 가미스와역 - (시모스와역) - 오카야역 - 시오지리역 - 마쓰모토역 - (도요시나역) - (호타카역) - (시나노오마치역) - (가미시로역) - (하쿠바역) - (미나미오타리역)
- 슈퍼 아즈사

신주쿠역 - (다치카와역) - 하치오지역 - (오쓰키역) - (이사와온센역) - 고후역 - (니라사키역) - (고부치자와역) - 지노역 - 가미스와역 - (시모스와역) - 오카야역 - 시오지리역 - 마쓰모토역

## 운행 열차

### 현재 운행하는 열차

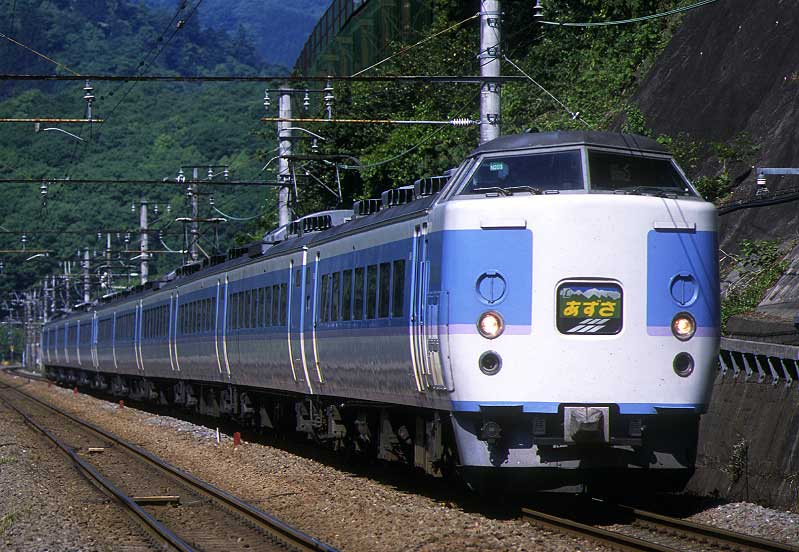
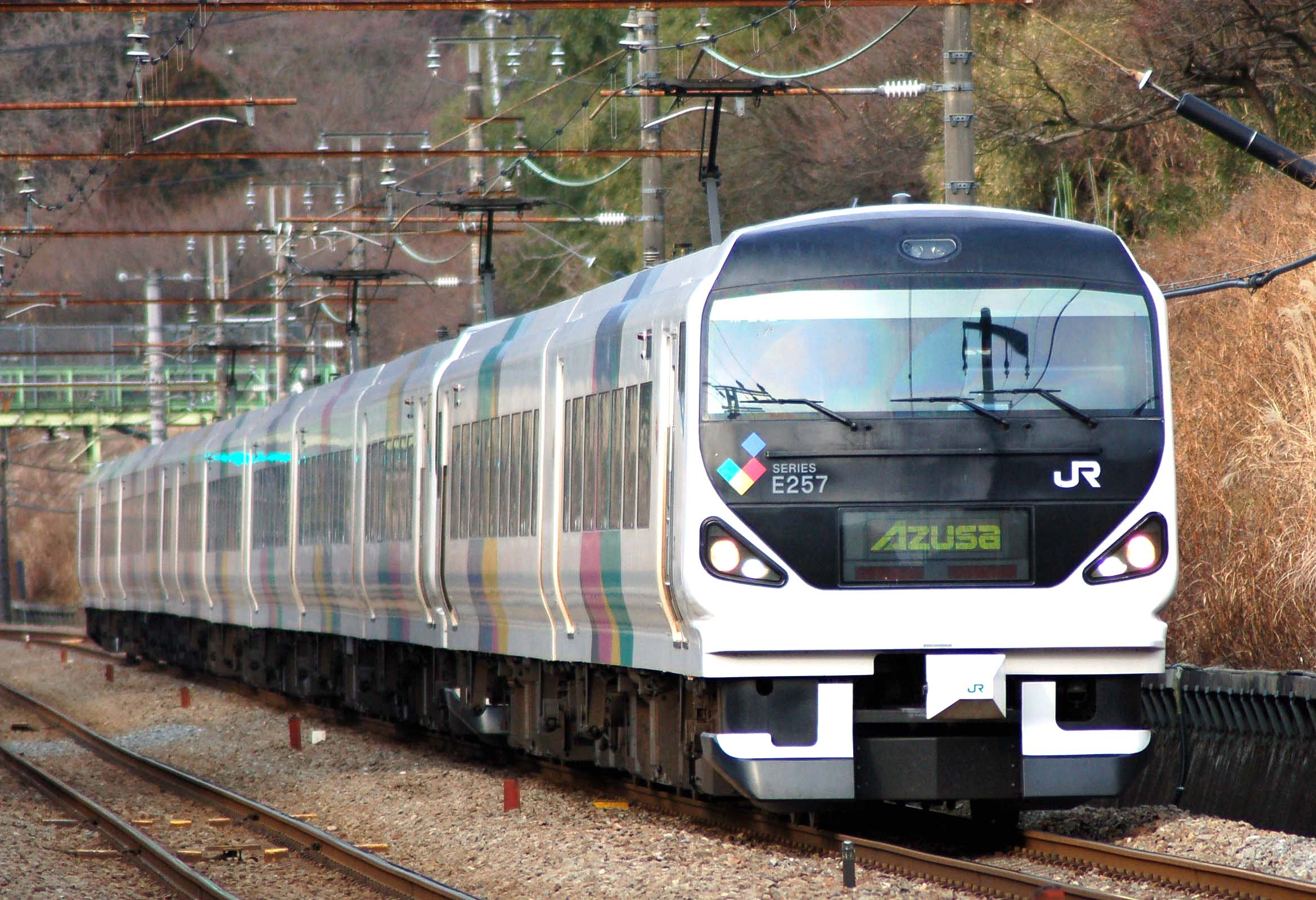
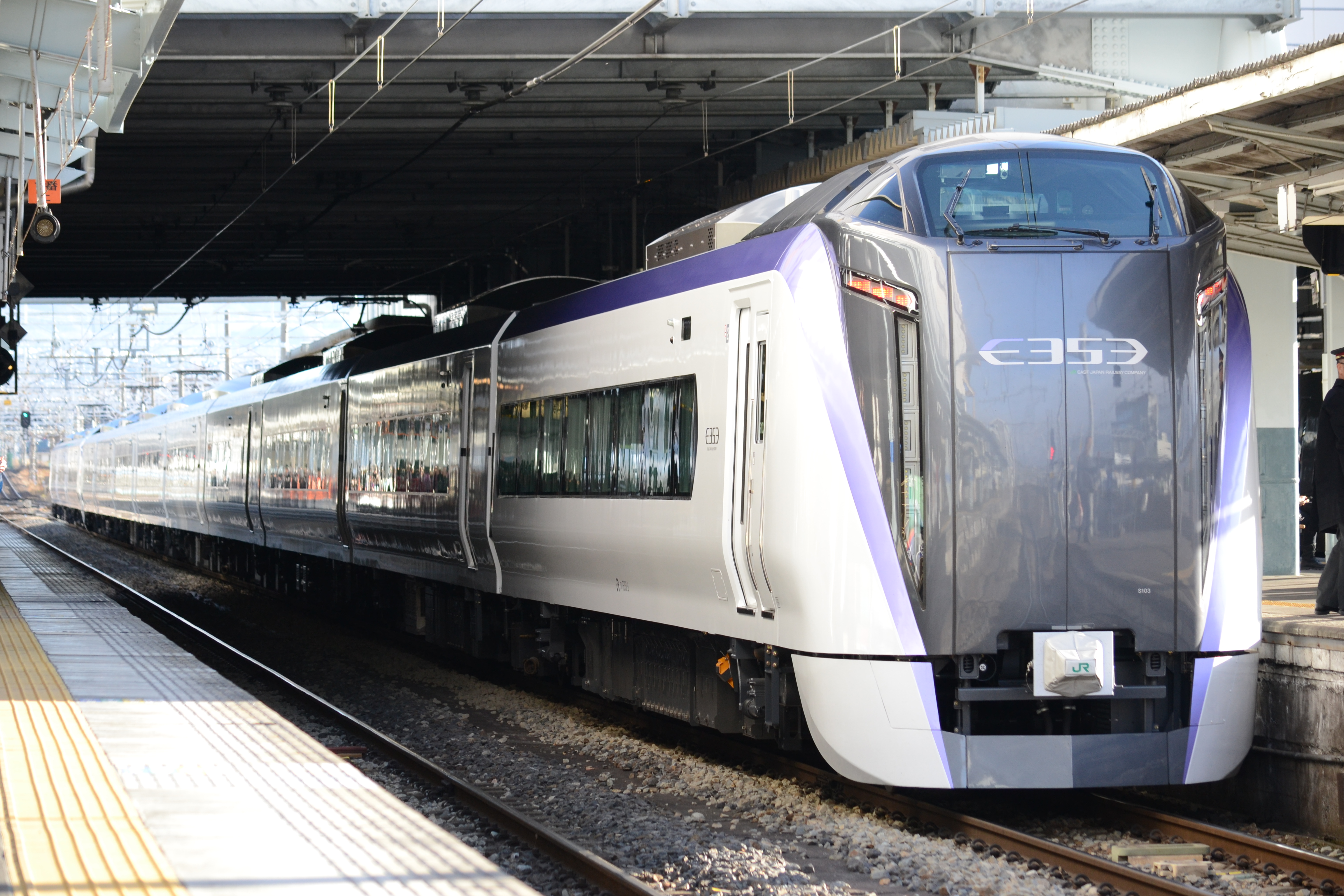

- 183계
- 189계
- E257계
- E353계

### 퇴역 및 과거 운행 열차

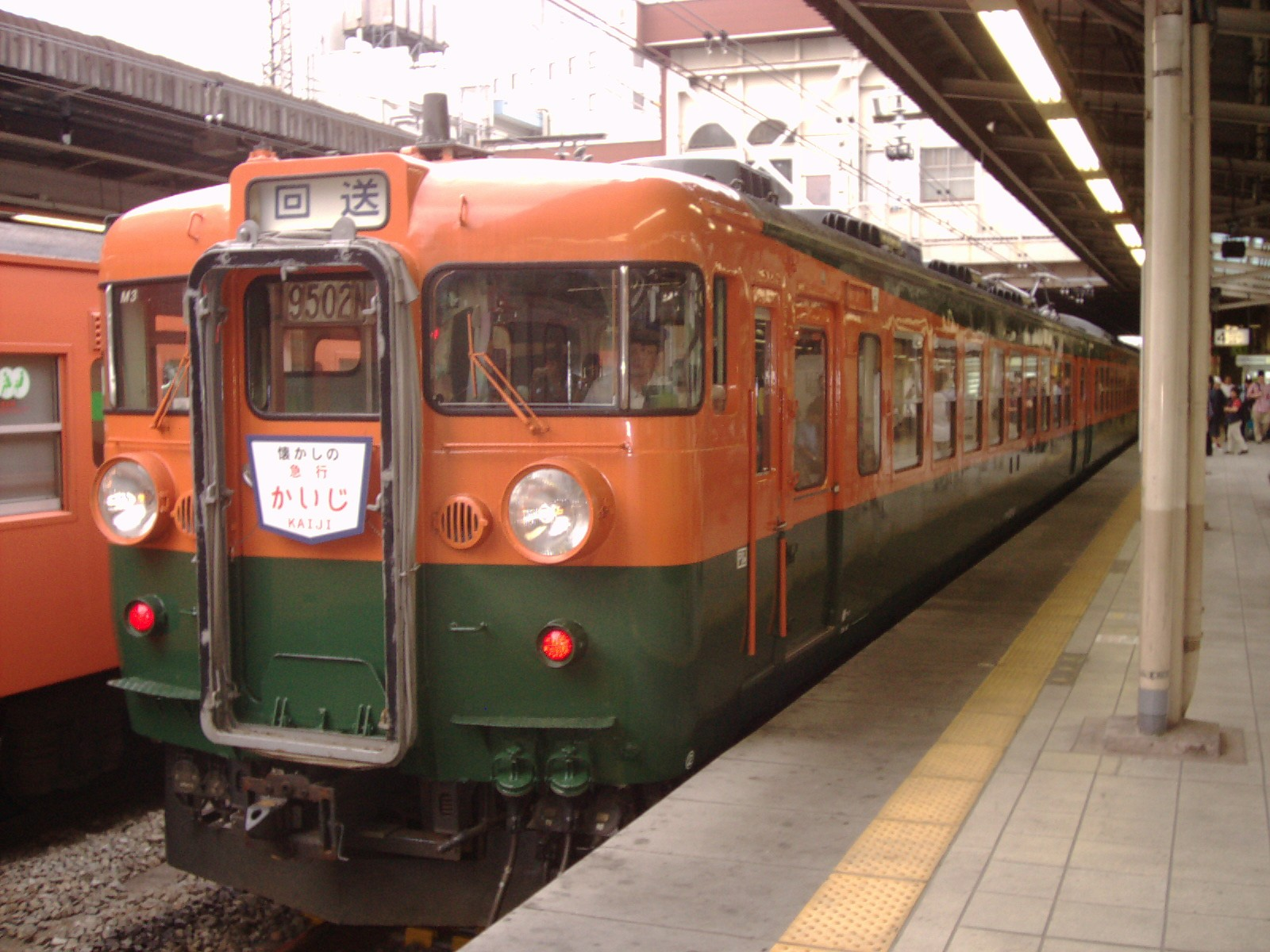
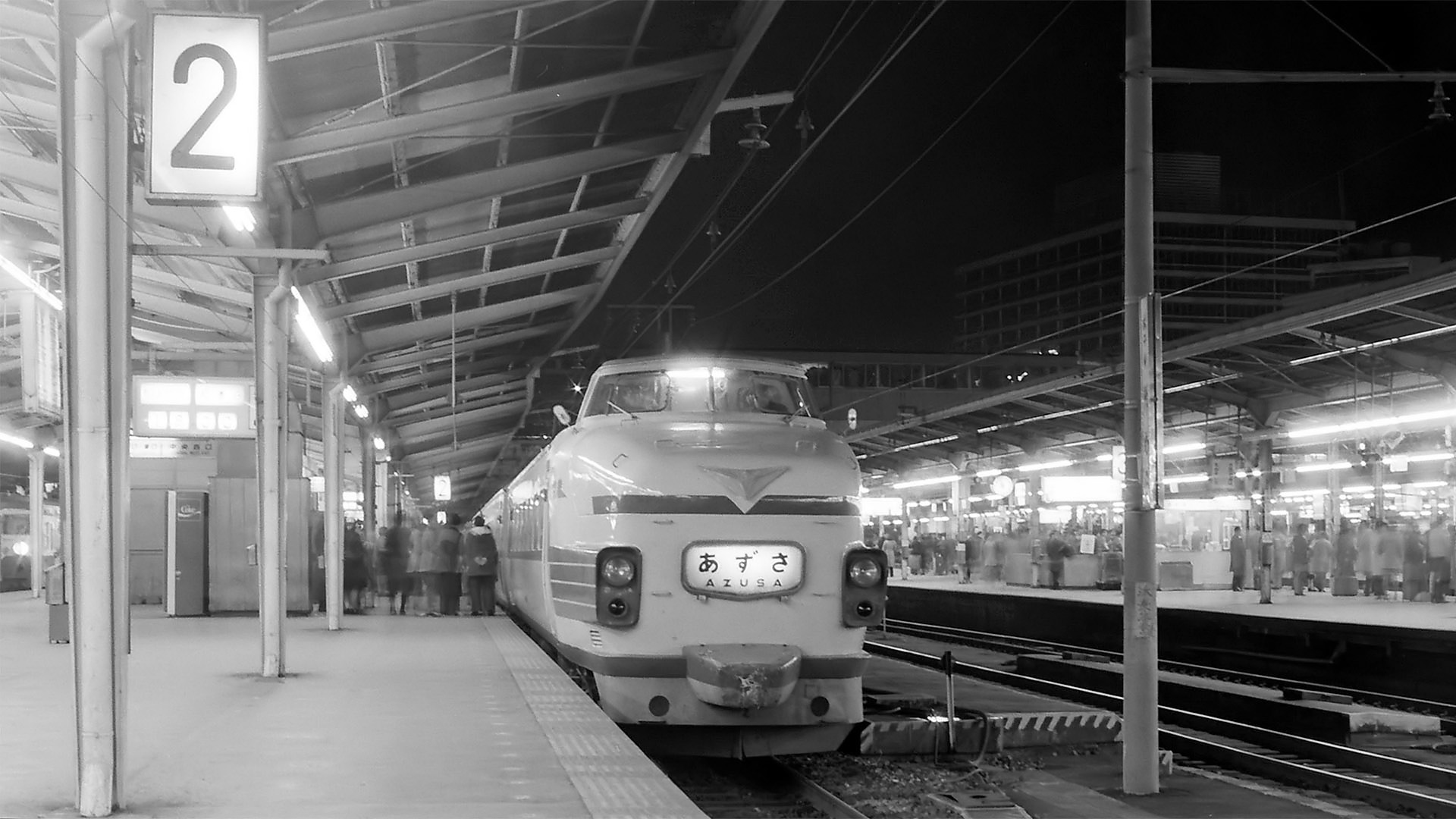
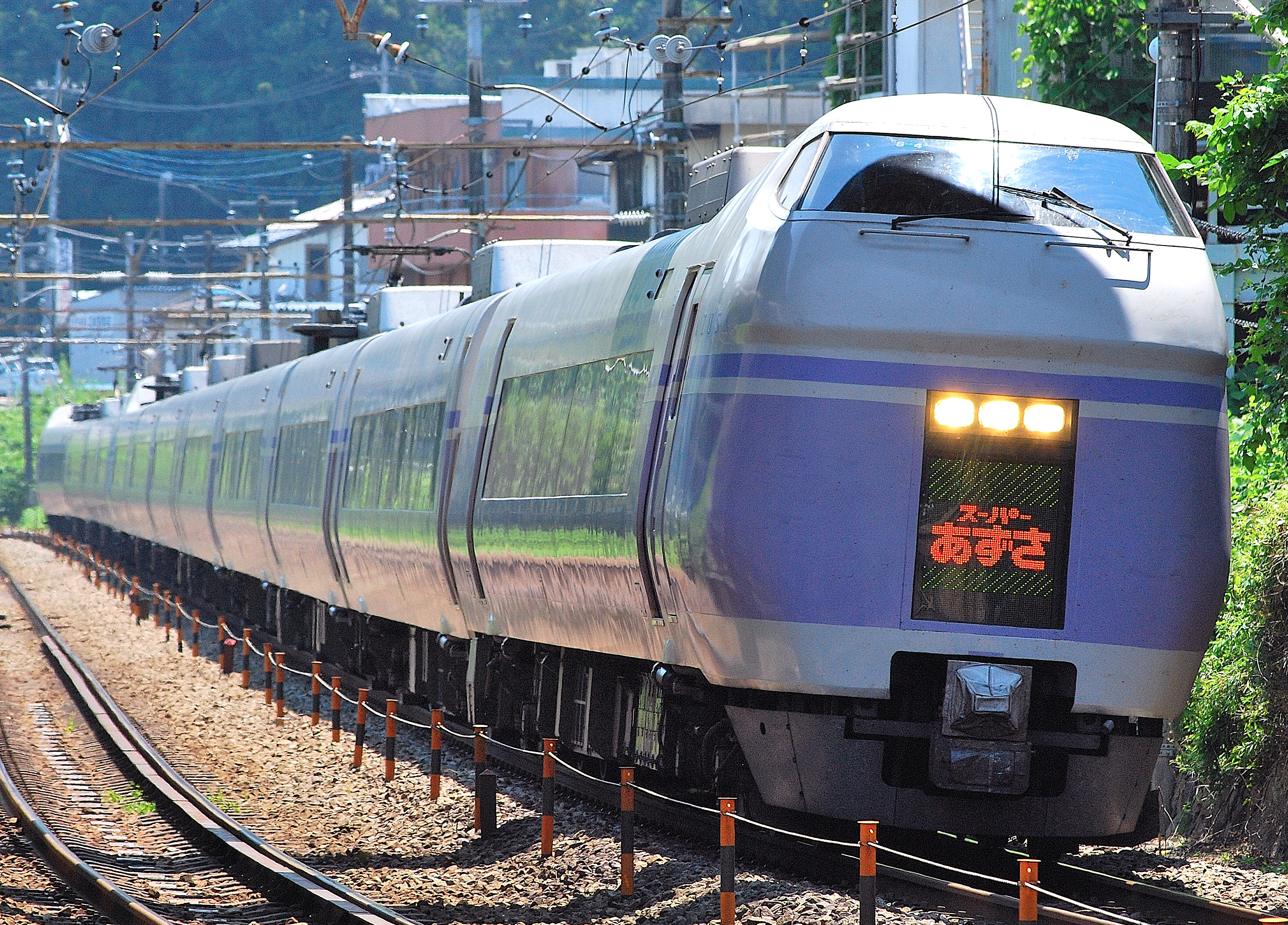

- 165계
- 181계
- E351계

## 역사

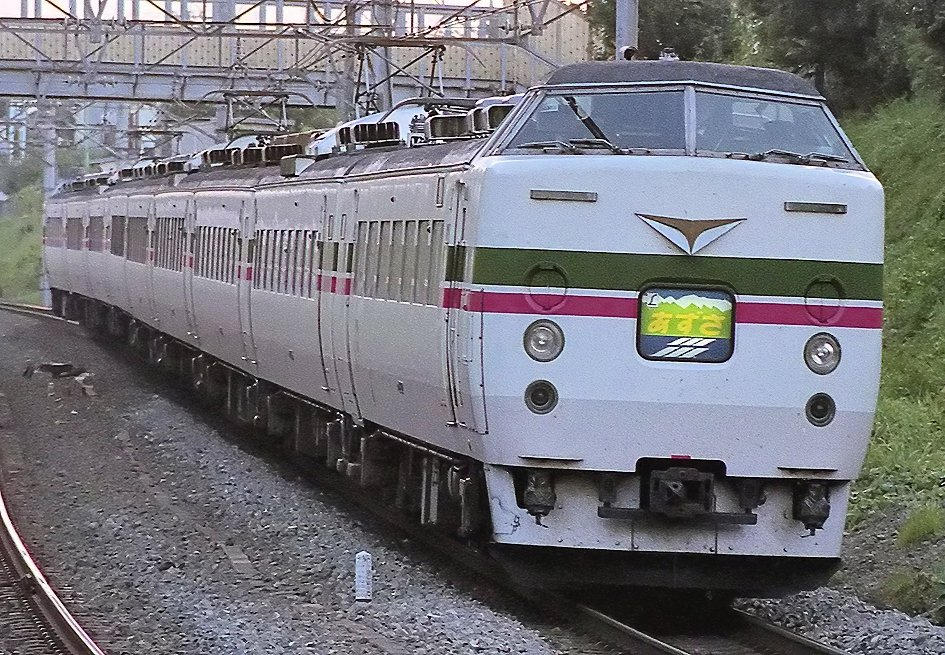
183계 전동차

아즈사의 운행은 1957년 10월 1일에 신주쿠와 마쓰모토 사이의 준급으로 운행을 시작했다. 이 열차는 하쿠바준급 열차로 흡수될 때까지인 1960년 4월 24일까지 운행되었다. 그 후, 아즈사라는 이름은 신주쿠역과 마쓰모토역 간의 특급열차 운행에 사용하기 위해 1966년 10월 12일에 다시 부활했다. 또한, 최초의 수퍼 아즈사 운행은 첫 번째 새로운 E351계 틸팅 전동차의 운행과 함께 1984년 11월 3일에 시작했다.
새로운 E257계 전동차는 2001년 10월 1일에 개정된 시각표의 시작부터 아즈사 서비스로 소개되었다. 흡연은 2007년 3월 18일부터 금지되었다.

## 같이 보기
- 가이지 호